# مكافحة الدعاية

## مكافحة الدعاية
Marketing.about.com تعرف مكافحة الدعاية بـ "الدعاية التي تتخذ موقفًا مضادًا لرسالة الدعاية التي سبقتها. ويمكن استخدام مثل هذه الدعاية لاتخاذ موقف معارض لموضوع خلافي أو لمواجهة انطباع قد ينشأ عن دعاية طرف آخر. ” 
وغالبًا ما نجد مكافحة الدعاية في الموضوعات الخلافية مثل التدخين بشكل غير رسمي.

### معلومات تاريخية
استُخدم مصطلح مكافحة الدعاية لأول مرة بصورة رسمية في الولايات المتحدة في هيئة التجارة الفيدرالية (FTC) في عام 1972، على الرغم من أن المفهوم لم يكن جديدًا. حاولت هيئة التجارة الفيدرالية إقناع هيئة الاتصالات الفيدرالية (FCC) بالحاجة الملحة لمكافحة الدعاية وقت البث لتحقيق التوازن بين الآراء التي أعرب عنها الرعاة التجاريون على البث التلفزيوني. ولكن لم تقبل هيئة الاتصالات الفيدرالية هذا الاقتراح علانية، ومع ذلك، تم إنتاج العديد من إعلانات مكافحة الدعاية في السبعينيات من القرن العشرين.
وعمل بيرت لانكستر (Burt Lancaster) كمحترف في إعلان مكافحة الدعاية بما في ذلك باير الأسبرين والسيارات الشيفروليه. وقامت هذه الإعلانات بمكافحة الدعوة لهذه الماركات.
وادعى من أيدوا هذا النوع من الدعاية إنه من الضروري معارضة هؤلاء المعلنين وكسب حرية التعبير، علمًا بأن هؤلاء الذين قد يتأثرون ماليًا من خلال مكافحة الدعاية، معظمهم من المذيعين والمعلنين، المعارضين لهذا النوع من الدعاية ويدعون بأن هذا النوع من شأنه تدمير صناعة التلفزيون. وانخفضت القوة الدافعة لمكافحة الدعاية بصورة كبيرة في عام 1976، وذلك لأن المذيعين والمعلنين عارضوا هذه القضية. ورغم ذلك، لا تزال بعض المحطات تؤيد مكافحة الدعاية وكثيرًا ما توجد قضايا لهذا الشأن في المحاكم.
1. ↑  Lake، Laura. "Marketing Definition". Counteradvertising. مؤرشف من الأصل في 2016-03-04. اطلع عليه بتاريخ 2011-04-28.
2. ↑  Sterling, Kittross، Christopher, John (1990). Stay Tuned: A Concise History of American Broadcasting. Wadsworth Publishing Company. ص. 395–396. ISBN:0-534-11905-0.{{استشهاد بكتاب}}:  صيانة الاستشهاد: أسماء متعددة: قائمة المؤلفين (link)